# 王元令
王元令（？—？），字献阶，又字退庵，江苏嘉定人。清朝官员。

## 生平
乾隆四年（1739年）进士，历任刑部福建司主事、员外郎，历升浙江严州府同知等职，任内政绩颇佳，以捕捉海盗、清除弊政等事受到嘉奖。